# Daemia
Daemia là chi thực vật có hoa trong họ Apocynaceae.